# Памятник И. М. Малышеву (Екатеринбург)
Па́мятник И. М. Ма́лышеву — монумент советскому революционеру И. М. Малышеву в Екатеринбурге авторства скульптора В. Е. Егорова и архитектора Л. Б. Масленникова. Открыт 25 октября 1977 года на площади Малышева, в 2006 году в связи с восстановлением Большого Златоуста был по частям перемещён на 200 метров в сторону набережной Исети.

## История

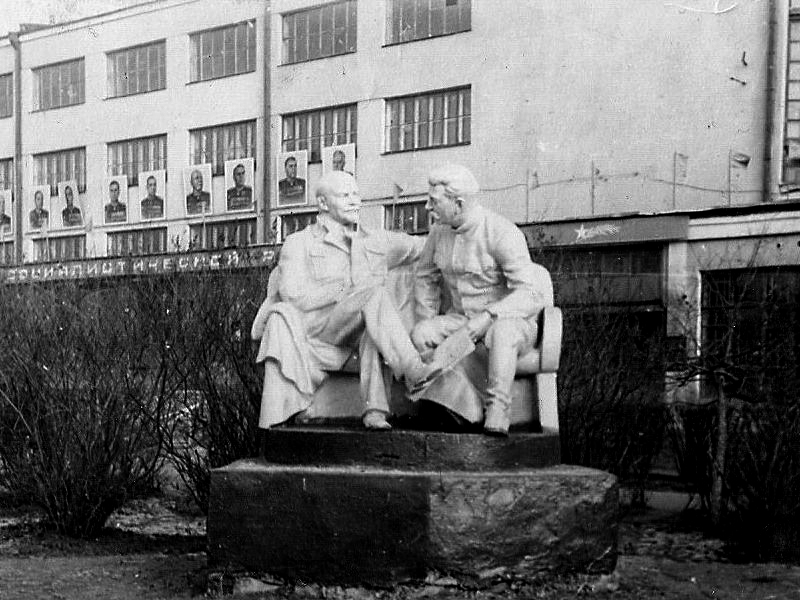
Скульптурная композиция «Сталин в гостях у Ленина в Горках»

После закрытия и разрушения Большого Златоуста в 1930 году на месте церкви был установлен памятник в виде фигур Сталина и Ленина на встрече в Горках. В 1956 году после разоблачения культа личности памятник демонтировали. На его месте 25 октября 1977 года был установлен памятник уральскому революционеру, первому председателю Уральского обкома партии И. М. Малышеву авторства скульптора В. Е. Егорова и архитектора Л. Б. Масленникова. Позднее площадь на пересечении Уктусской улицы и Покровского проспекта также получила имя революционера.
Летом 2006 года в связи с восстановлением Большого Златоуста памятник переместили на 200 метров в сторону набережной Исети. В процессе перемещения памятник отпилили методом канатной резки от постамента, предварительно поместив в защитную коробку, которую заполнили саморасширяющимся бетоном. Чтобы канат не зажимало во время распиливания, всю конструкцию вместе с постаментом подняли двумя автокранами. Памятник по частям перевезли на новую площадку и установили на свайном фундаменте.

## Описание
Фигура И. М. Малышева высотой 12 метров выполнена из красного гранита. Памятник установлен на высоком постаменте и имеет выраженное вертикальное развитие. Скульптура ничем не декорирована и выглядит вырастающей из постамента. Образ строгого и спокойного революционера подчёркнут держащейся за мундир правой рукой, символизирующей готовность к борьбе за коммунистические идеалы.
В первоначальной локации фигура Малышева была обращена на запад, и фоном для памятника выступало здание Дома обороны.
Внешне этот монумент очень напоминает две других скульптурных работы В. Е. Егорова: установленный тремя годами ранее (1974) памятник Ивану Малышеву в посёлке Малышева, а ещё — открытый в 1967 году бетонный памятник в честь советского деятеля Павла Шиханова в Нижней Туре.

## Галерея

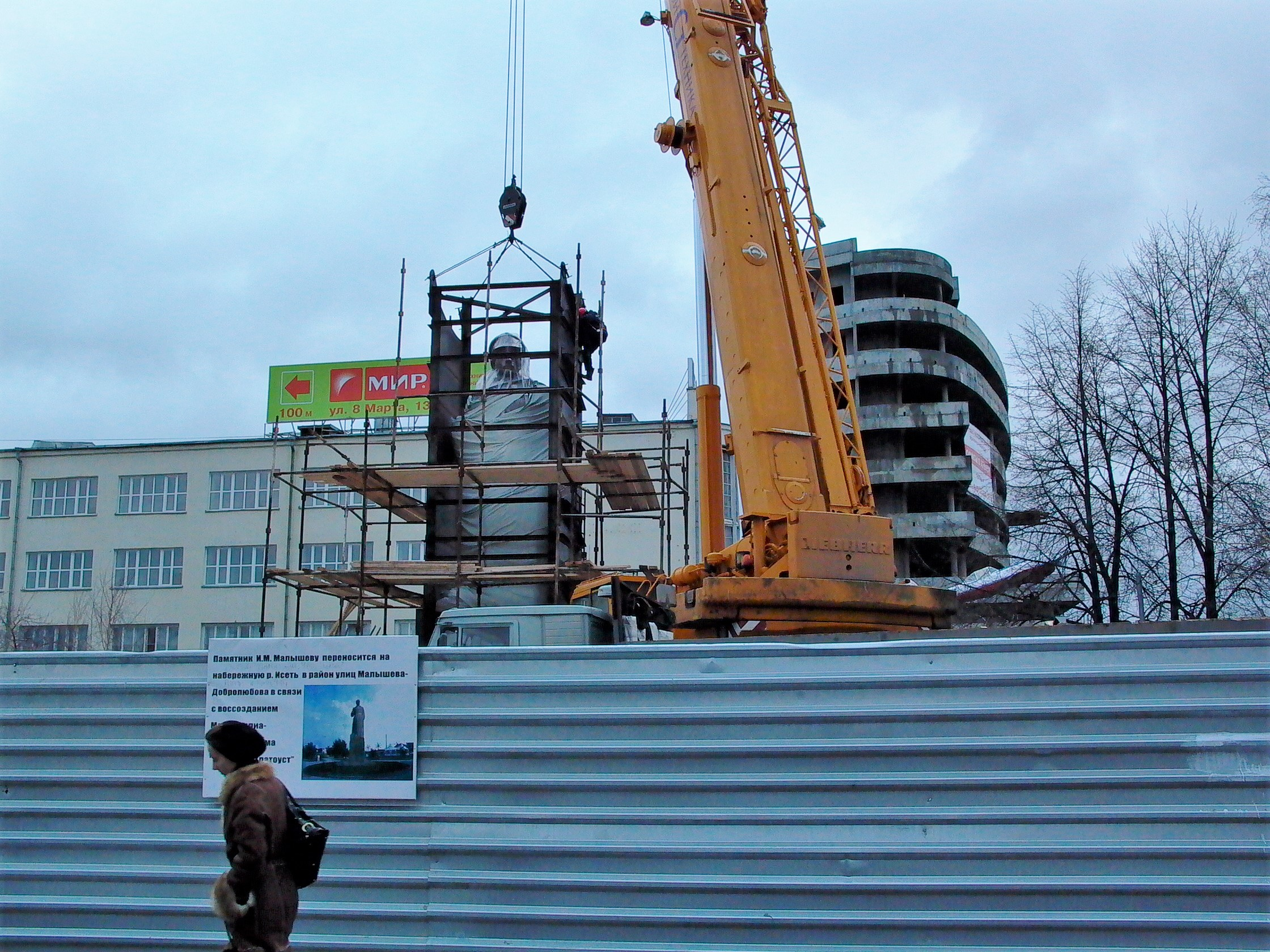
Демонтаж памятника в январе 2006 года
Памятник в 2016 году
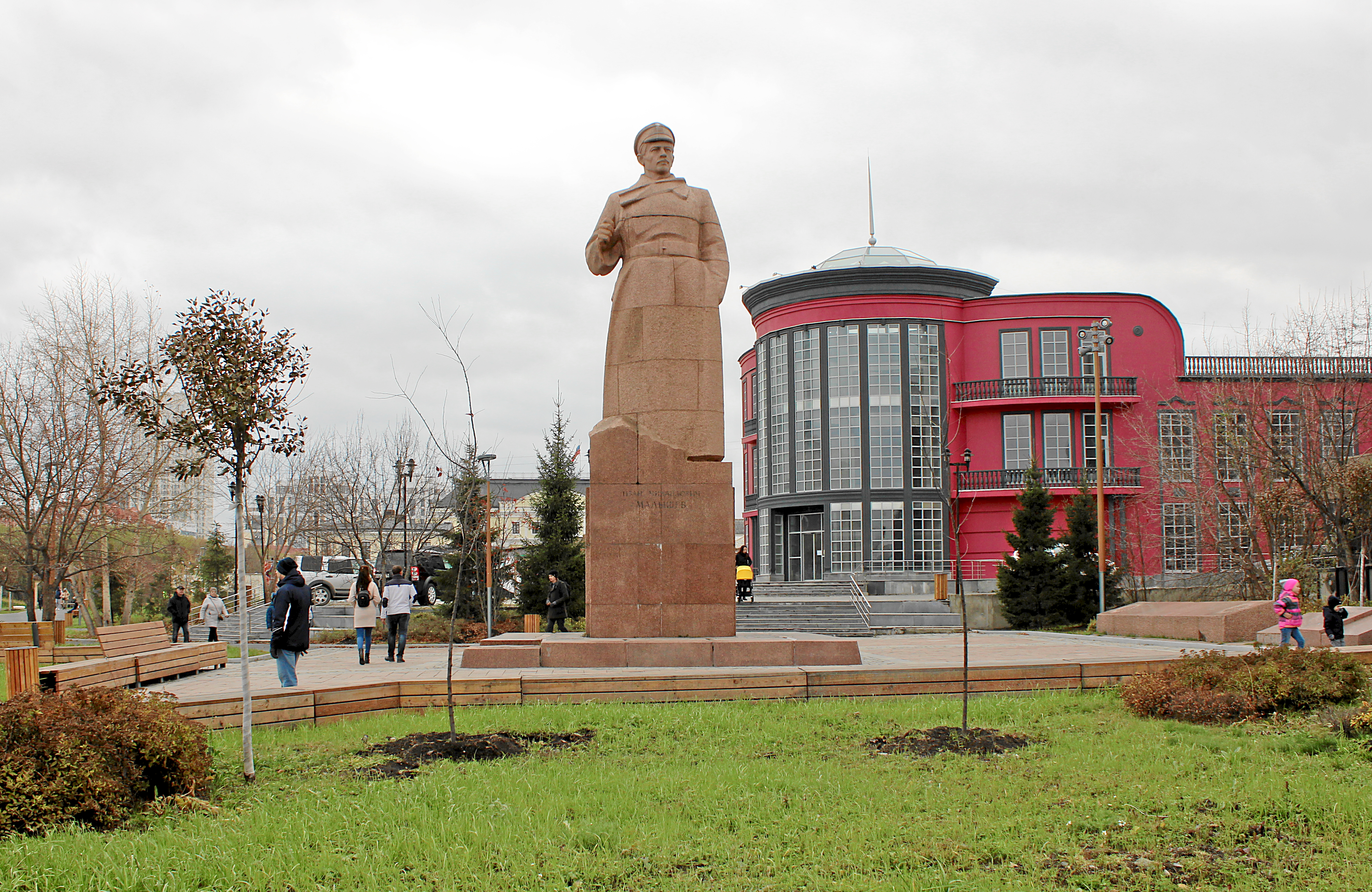
Памятник в 2019 году
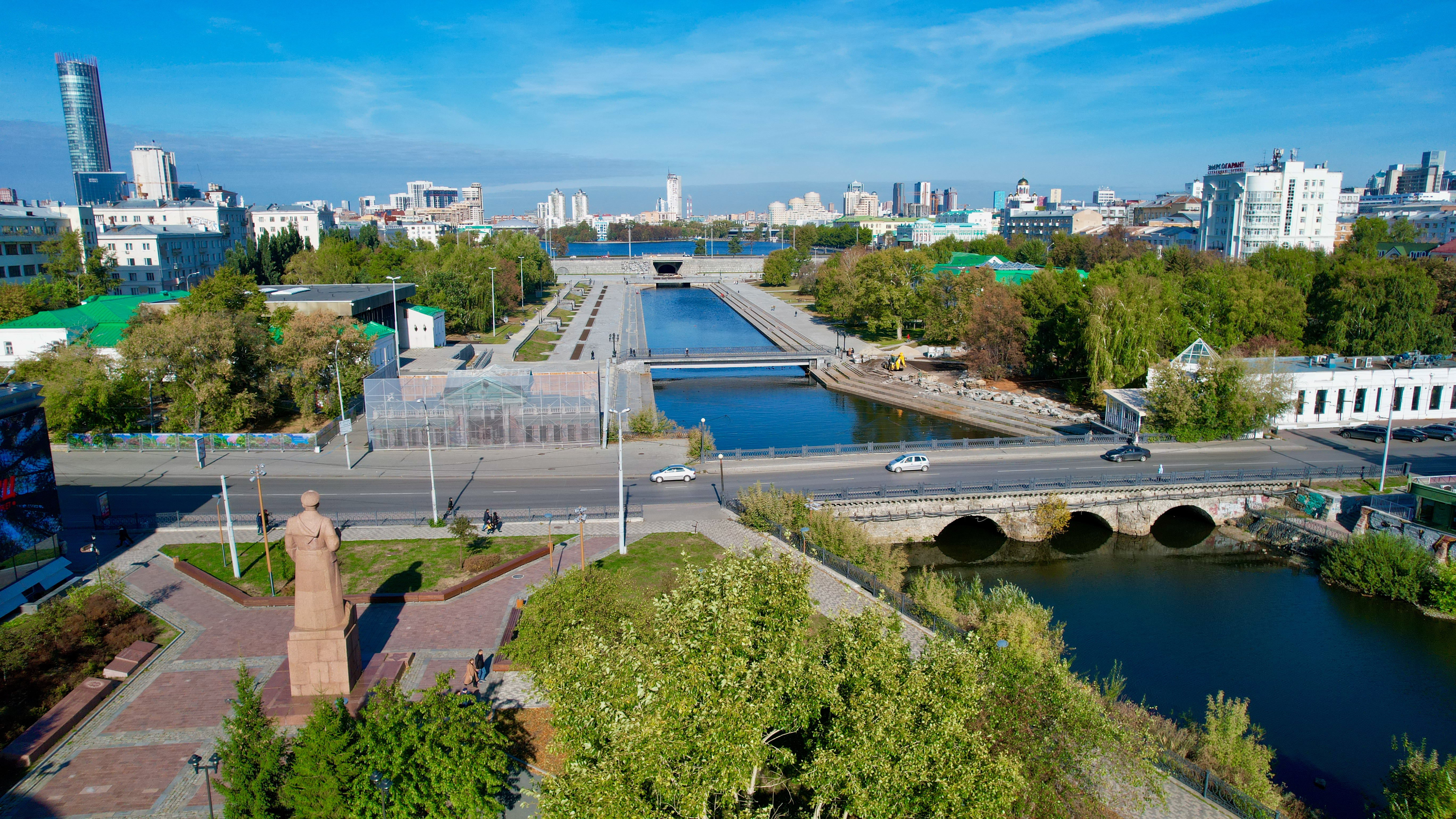
Вид с юга, памятник слева на ближнем плане